# 兵庫區
兵庫區（日语：／ Hyōgo ku */?）是日本兵庫縣神戶市轄下的一個行政區。

## 歷史
10世紀時，僧侶行基在此地興建了港口大輪田泊，12世紀時平清盛又修築了經島擴大港口的規模，後來成為「兵庫津」、「兵庫港」，最後成為現在的神戶港。
由於港口的因素，此地自古即以依靠港口發展成城鎮，在江戶時代的居住人口已突破1萬人。19世紀日本開港後，才在兵庫港的東側另開闢神戶港，此地則成為「兵庫町」。在1879年神戶町、兵庫町、坂本村合併為神戶市的前身「神戶區」，1931年神戶市劃分區級行政區劃，將原屬兵庫町範圍中，位於湊川以西的區域設為「湊西區」，1933年再改名為現在使用的名稱「兵庫區」。
1947年後，併入神戶市的武庫郡山田村、有馬郡有馬町、有野村、道場村、八多村、大澤村、長尾村、美嚢郡淡河村都被納入兵庫區的範圍，直到1973年決定將這些自1947年起併入的區域獨立設為北區，兵庫區再恢復為1947年以前的大小。

## 交通

### 鐵路
- 西日本旅客鐵道（JR西日本）
  - 山陽新幹線：區內未有設車站。
  - 山陽本線（JR神戶線）：兵庫車站
  - 山陽本線（和田岬線）：兵庫車站 - 和田岬車站（全線區內）
- 阪神電氣鐵道
  - 神戶高速線：新開地車站 - 大開車站
- 阪急電鐵
  - 神戶高速線：新開地車站
- 神戶電鐵
  - 有馬線：湊川車站 - （通過長田區） - 鵯越車站
  - 神戶高速線：新開地車站 - 湊川車站（全線區內）
- 神戶市營地下鐵
  - 西神·山手線：湊川公園車站 - 上澤車站
  - 海岸線：中央市場前車站 - 和田岬車站 – 御崎公園車站

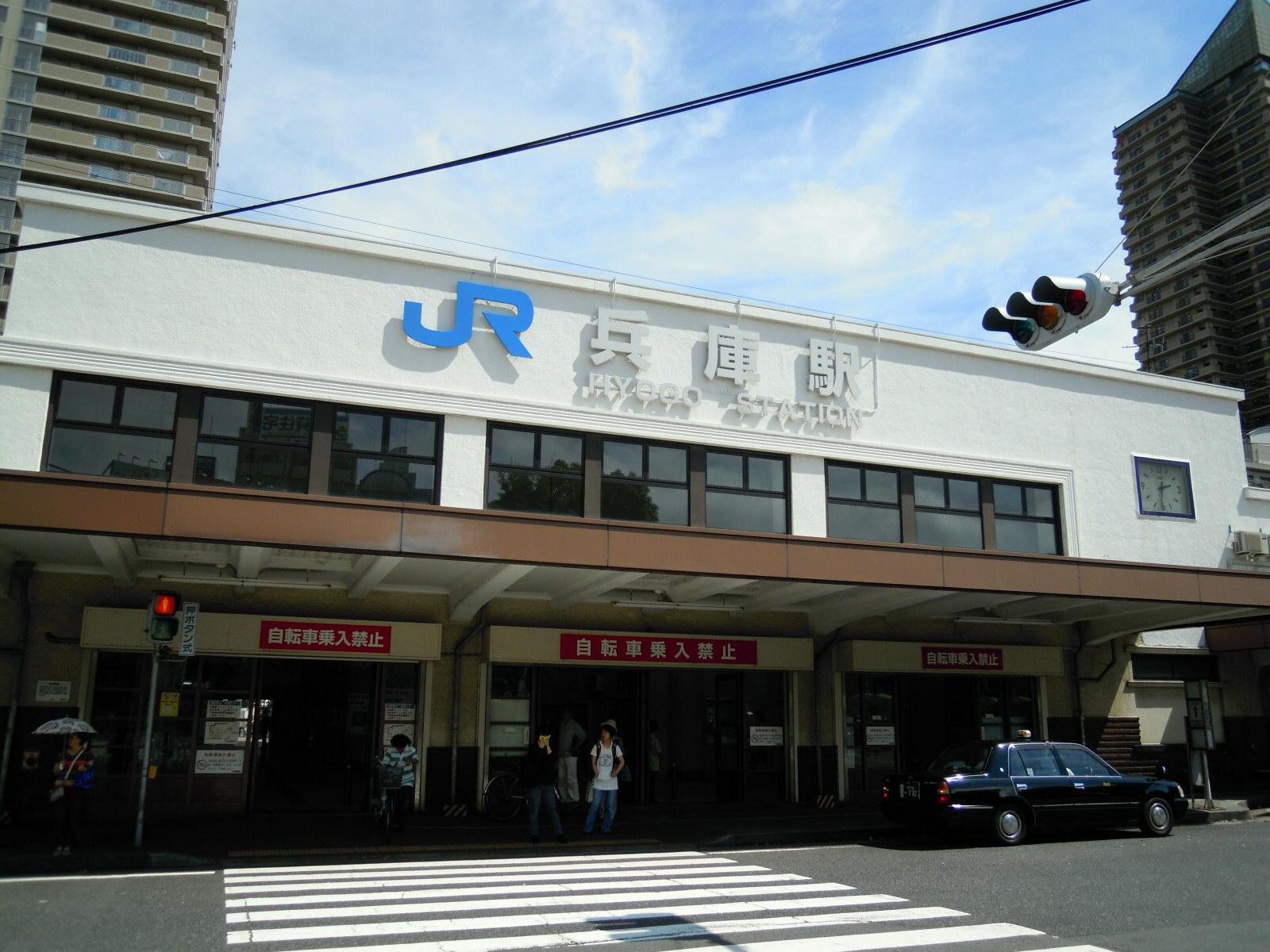
兵庫車站
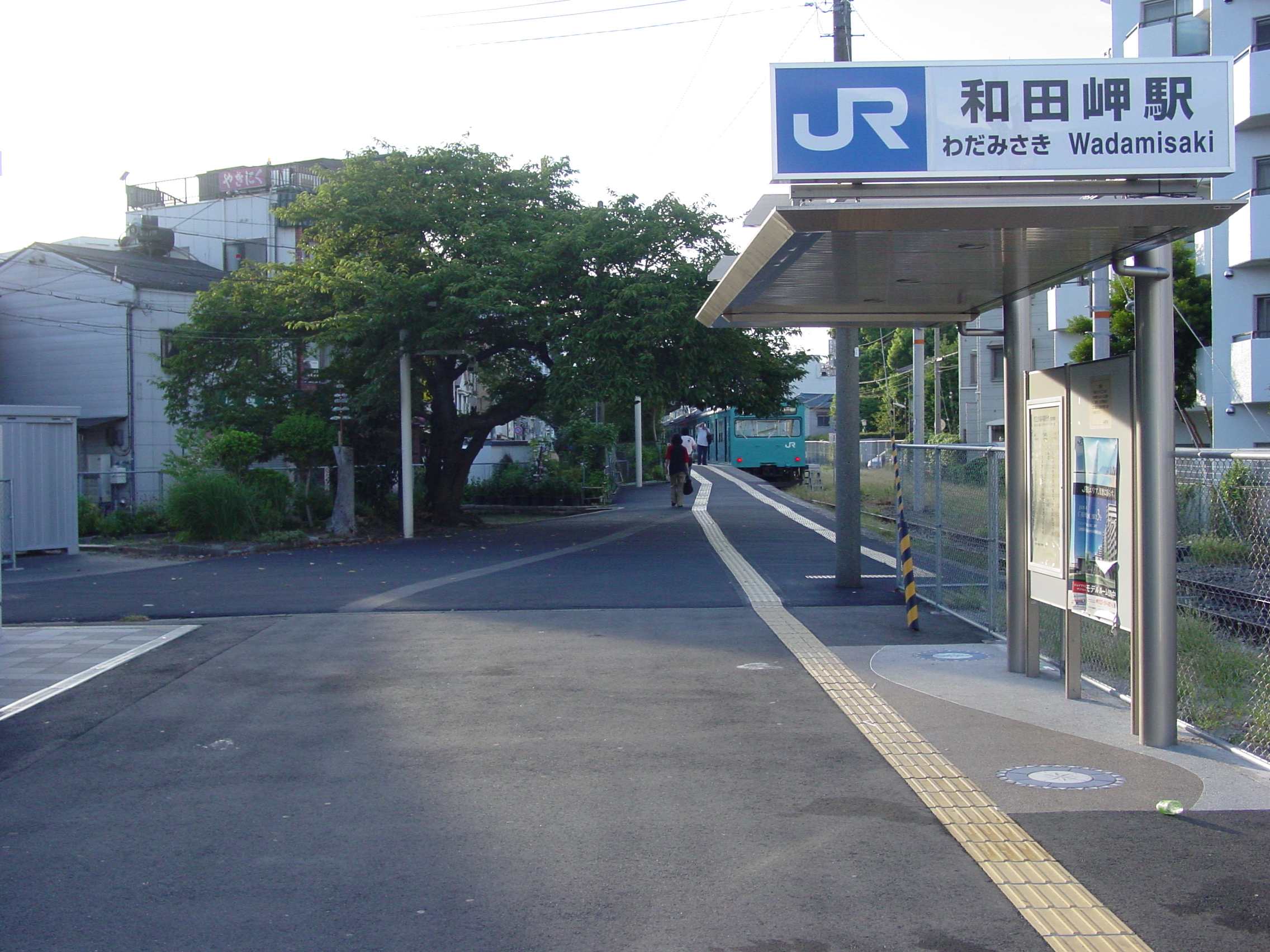
和田岬車站
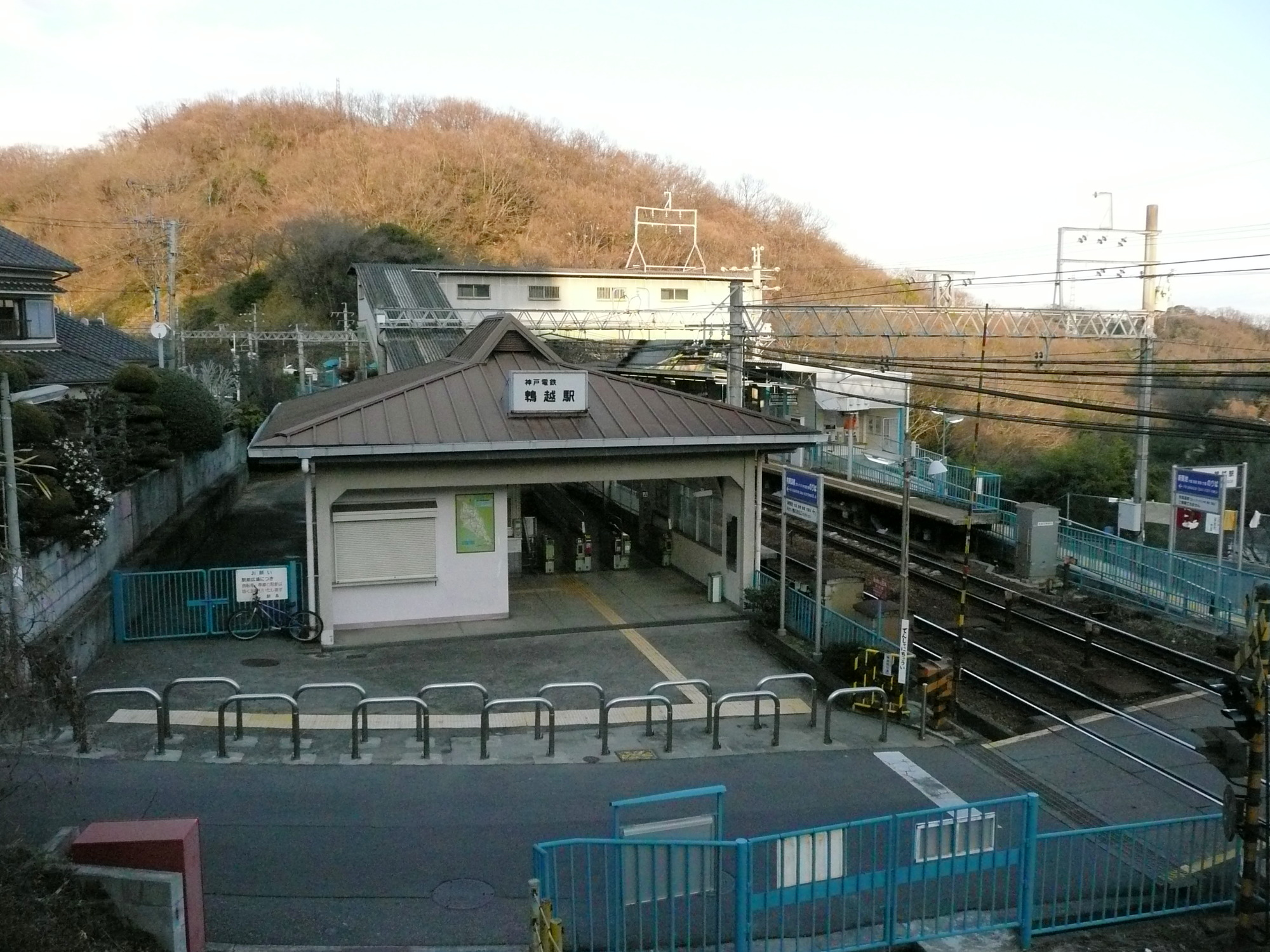
鵯越車站

### 巴士
- 神戶市營巴士
- 神姬巴士
- 阪急巴士
- 神戶交通振興山手線

### 道路
阪神高速道路
- 3号神戶線：柳原出入口

一般國道
- 國道2號
- 國道28號
- 國道428號

主要地方道
- 兵庫縣道21號神戶明石線

其他縣道
- 兵庫縣道489號兵庫埠頭線

其他広域幹線道路
- 山手幹線
- 市道夢野白川線（旧西神戶有料道路）

## 觀光資源
- 雪見御所遺跡
- 兵庫運河（日语：兵庫運河）
- 神戶藝術村中心（日语：神戸アートビレッジセンター）
- 新開地
- 兵庫城（日语：兵庫城）
- 和田岬砲台（日语：和田岬砲台）
- 和田岬
- 能福寺（日语：能福寺）（兵庫大佛）
- 柳原蛭子神社（日语：柳原蛭子神社）

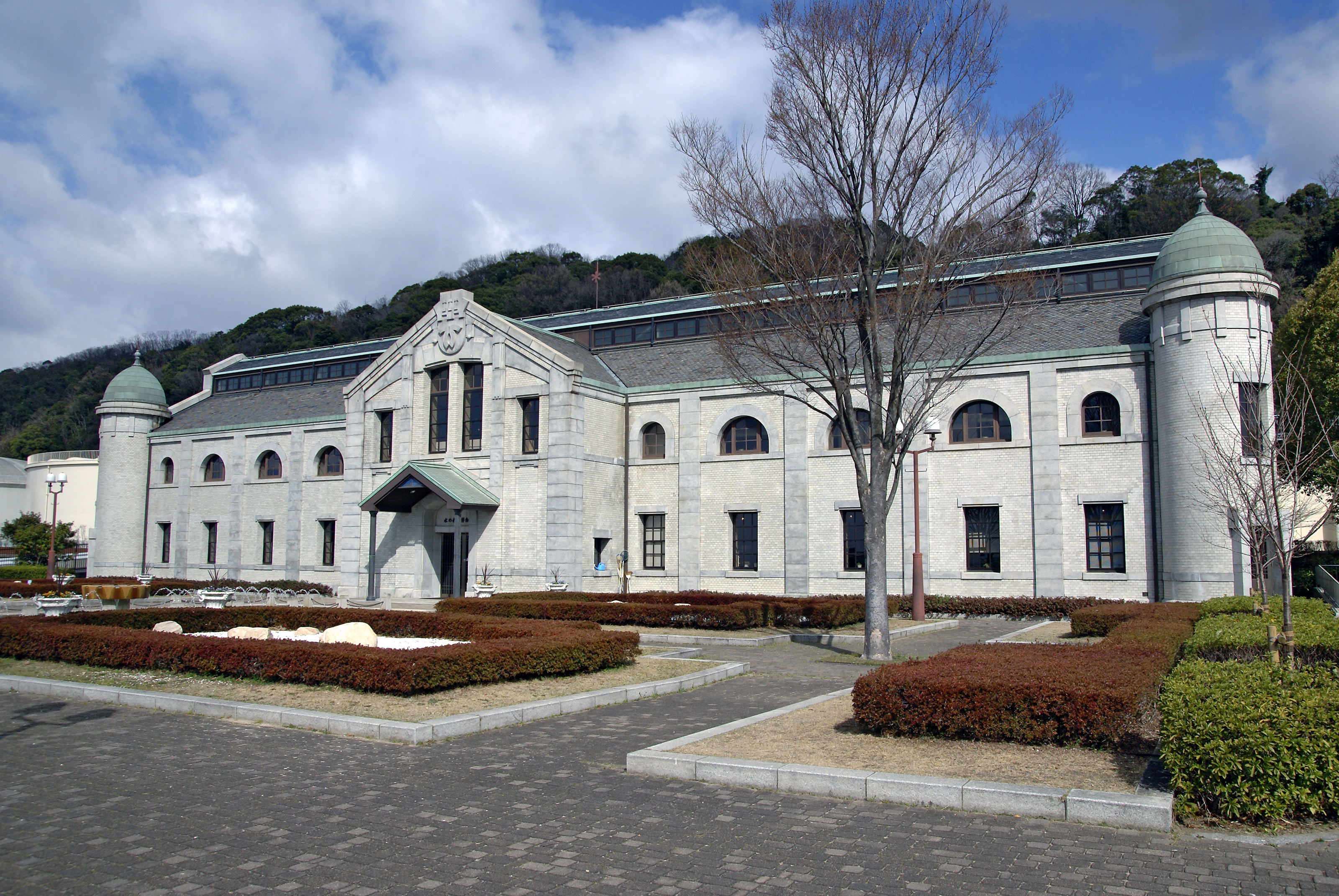
神戶市水之科學博物館
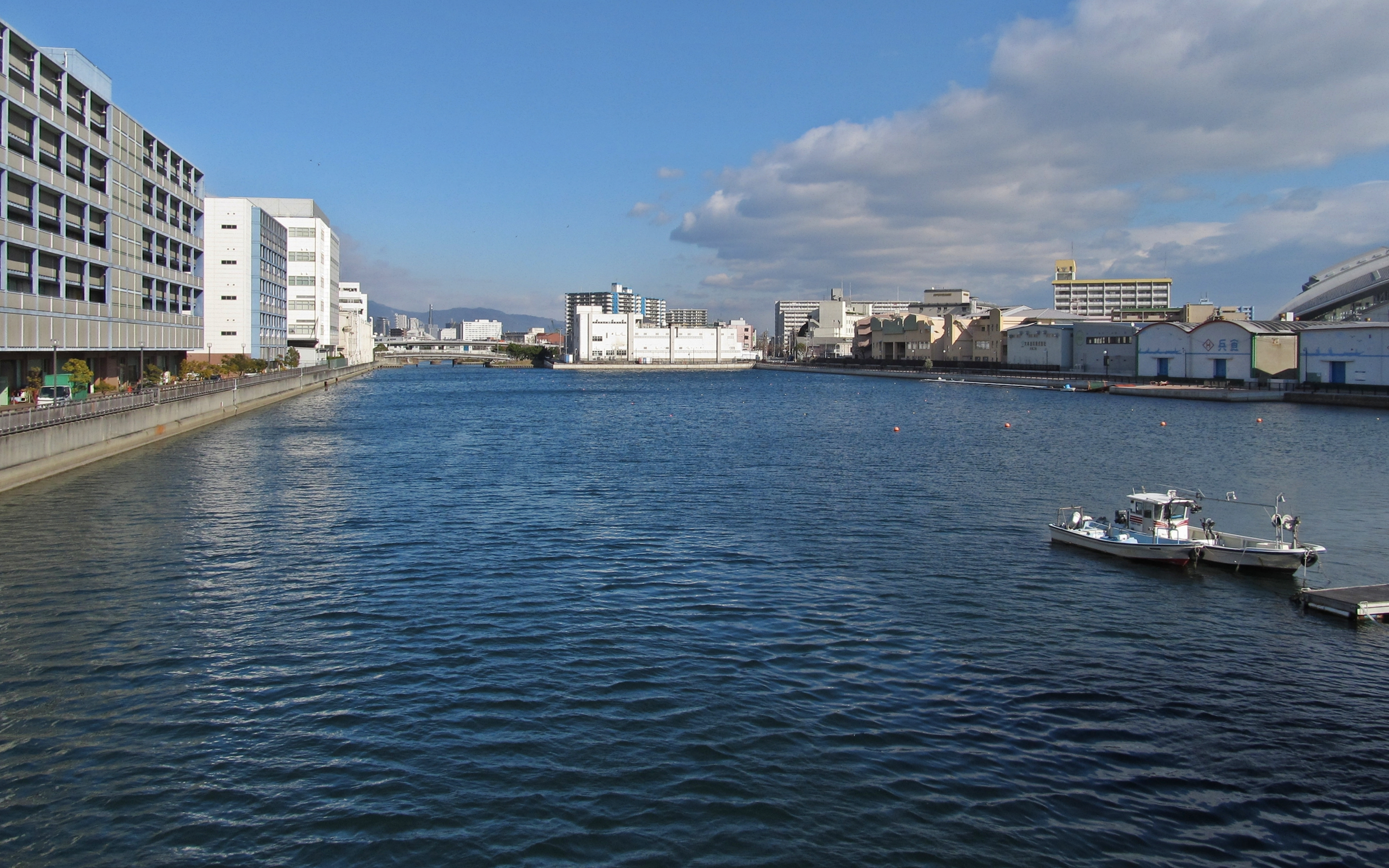
兵庫運河
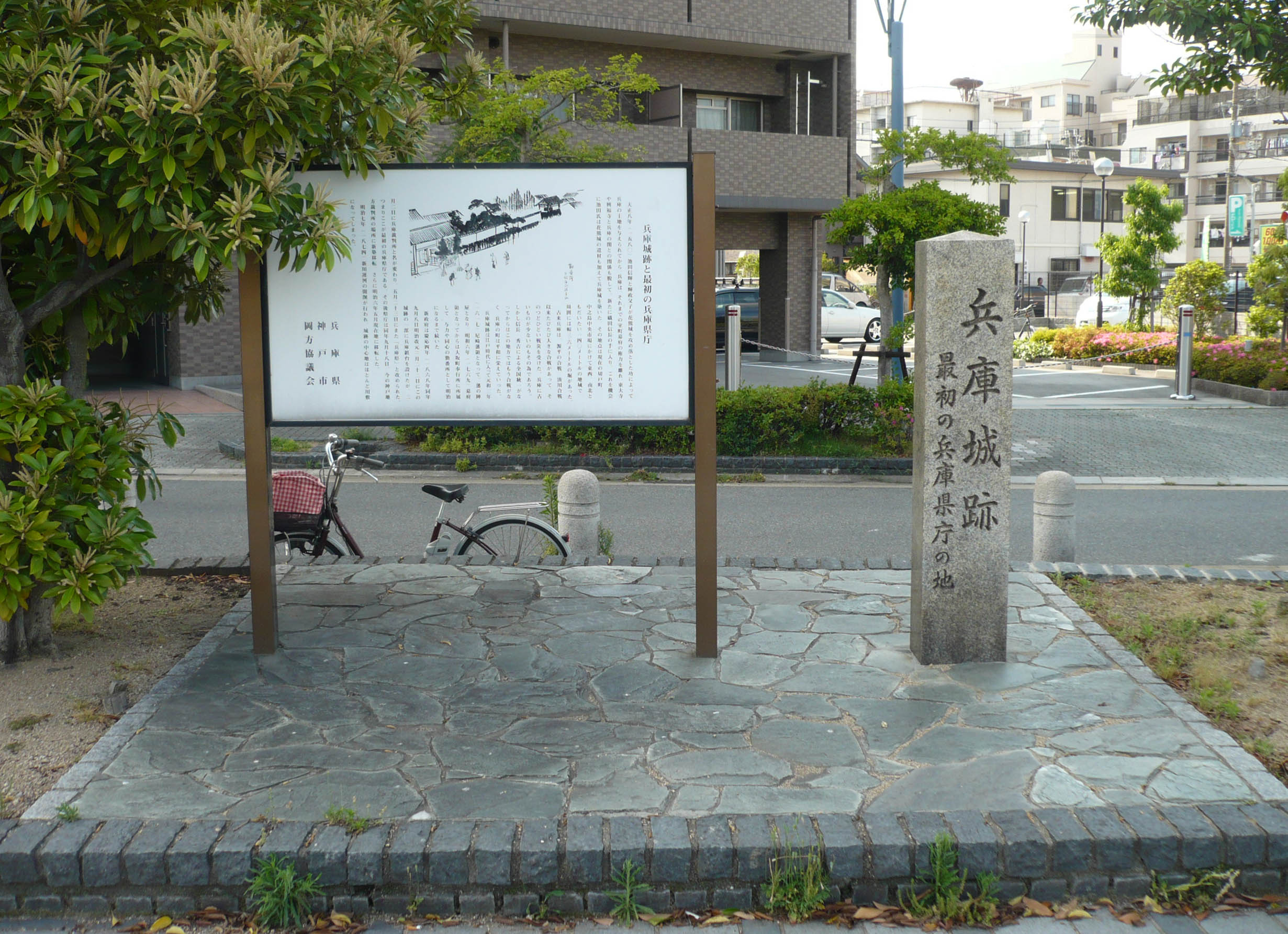
兵庫城的石碑及看板
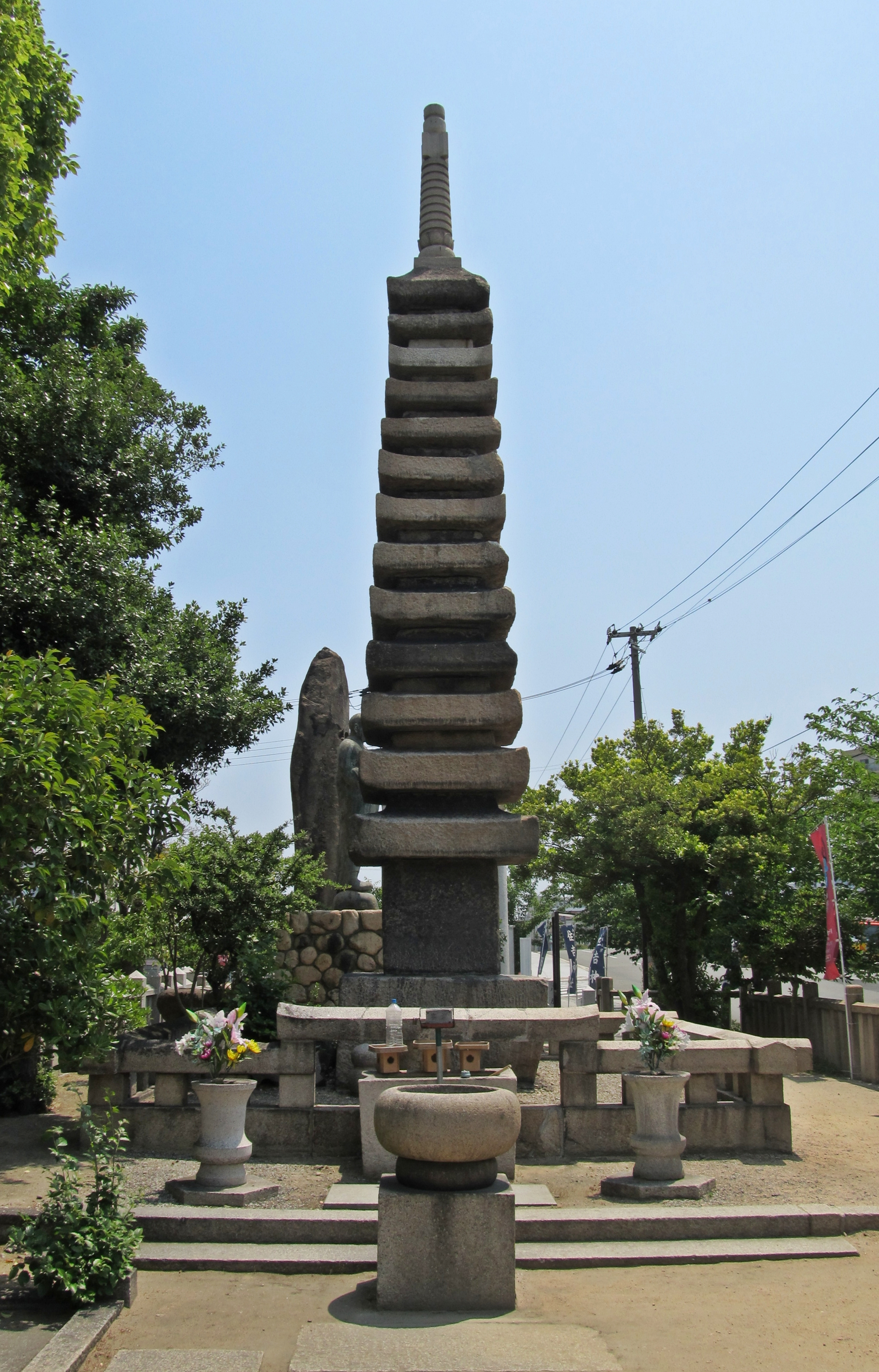
清盛塚

- 松尾稲荷神社（日语：松尾稲荷神社）
- 湊山溫泉（日语：湊山温泉）

- 神戶市水之科學博物館
- 兵庫運河
- 兵庫城的石碑及看板
- 清盛塚